# Arenaria glochidisperma
Arenaria glochidisperma là loài thực vật có hoa thuộc họ Cẩm chướng. Loài này được (J.M.Monts.) Fior & P.O.Karis mô tả khoa học đầu tiên năm 2007.